# Bruno Manser
Bruno Manser, född 25 augusti 1954 i Basel, dödförklarad 10 mars 2005, var en schweizisk miljöaktivist.  

## Biografi
Från 1984 till 1990 bodde Manser hos penan-stammen i Sarawak i Malaysia, där han organiserade flera blockader mot regnskogsskövling. Efter 1990 engagerade han sig för bevarande av regnskogen och för ursprungsfolks rättigheter, i konflikt med den malaysiska regeringen. 1991 grundade han den schweiziska organisationen Bruno Manser Fonds. Bruno Manser försvann under en resa till Sarawak i maj 2000 och antas vara död. 
Dokumentärfilmen Tong Tana: en resa i Borneos inre av Erik Pauser, Jan Röed och Fredrik von Krusenstjerna skildrar penanernas situation, varvat med intervjuer med Bruno Manser.
Dokumentären The Borneo Case av Erik Pauser och Dylan Williams skildrar penanernas och Bruno Mansers kamp mot skogsskövlingen.